# باري واتلنغ
باري واتلنغ (بالإنجليزية: Barry Watling)‏ هو مدرب كرة قدم ولاعب كرة قدم بريطاني في مركز حراسة المرمى، ولد في 16 يوليو 1946 في Walthamstow ‏ في المملكة المتحدة. لعب مع سياتل ساوندرز وشيفيلد وينزداي ونادي بريستول سيتي ونادي تشستر سيتي ونادي روذرهام يونايتد ونادي ليتون أورينت ونادي هارتلبول يونايتد ونوتس كاونتي.